# Vu Mã Thi
Vu Mã Thi (tiếng Trung: 巫馬施; bính âm: Wuma Shi), tự Tử Kỳ (子旗) hay Tử Kỳ (子期), thường gọi là Vu Mã Kỳ (tiếng Trung: 巫馬旗; bính âm: Wuma Qi), tôn xưng Vu Mã Tử (巫馬子), người nước Lỗ thời Xuân thu, là một trong thất thập nhị hiền của Nho giáo.

## Cuộc đời
Quan tư bại nước Trần từng hỏi Khổng Tử: [Lỗ] Chiêu công biết lễ chăng? Khổng Tử trả lời: Biết lễ. Đến khi Khổng Tử trở về, Vu Mã Thi mới nói: Tôi nghe quân tử không a dua, quân tử nay cũng a dua sao? Vua Lỗ lấy con gái ở Ngô làm phu nhân, gọi nàng là Mạnh Tử. Mạnh Tử họ Cơ, cùng [vua Lỗ] họ, gọi là Ngô Mạnh Tử. Vua Lỗ mà biết lễ thì ai cũng biết lễ!
Vu Mã Thi đem việc trình báo lại cho Khổng Tử. Khổng Tử nói rằng: Khâu thật may mắn, nếu có lỗi, người đều biết. Bề tôi không được nói xấu vua, ấy là kỵ, là lễ vậy!
Vu Mã Thi làm quan tể ở ấp Thiện Phụ, chăm chỉ cần mẫn, buổi sáng đội sao mà đi, buổi tối đội sao mà về. Sau Mật Tử Tiện đến cai trị Thiện Phụ, từ sáng đến tối chỉ chơi đàn, không hề bước ra ngoài. Khi Vu Mã Thi hỏi Mật Tử, Mật Tử trả lời rằng: Ta đây là dùng người, ngài là dùng sức; dốc sức thì khổ nhọc, dùng người thì nhàn hạ. Sau Mật Tử Tiện thả cá cái có mang làm gương cho dân ấp, Vu Mã Kỳ mặc áo tơi đi chợ cá nghe được, đem việc này về báo cho Khổng Tử.
Vu Mã Kỳ khi cùng Tử Lộ đến nước Trần, hai người từng biện luận, cuối cùng Tử Lộ xấu hổ bỏ về.
Mặc Tử từng cùng Vu Mã Tử biện luận về kiêm ái. Vu Mã Tử nói: Ngài kiêm ái thiên hạ, chưa đem lại cái lợi gì; ta không yêu thiên hạ, chưa gây hại gì. Đều không mang lại gì, vì sao ngài khẳng định ngài mà phủ định ta? Mặc Tử hỏi lại: Có nơi bị cháy, một người xách nước, muốn dập lửa; một người cầm đuốc, muốn làm thế lửa lớn hơn. Đều chưa gây hậu quả, ngài tán đồng ai? Vu Mã Tử nói: Ta tán đồng người xách nước, không tán đồng người xách đuốc. Mặc Tử kết luận rằng: Ta chỉ tán thành lý niệm của ta, mà không phải lý niệm của ngài.

## Thành ngữ
- Mang sao, xuất phát từ câu Dĩ tinh xuất, dĩ tinh nhập (以星出以星入).[15]
- Dũng sĩ không sợ mất đầu, xuất phát từ câu Dũng sĩ bất vong tang kỳ nguyên (勇士不忘喪其元)[9]